# Liste der Monuments historiques in Sainte-Gemme (Marne)
Die Liste der Monuments historiques in Sainte-Gemme führt die Monuments historiques in der französischen Gemeinde Sainte-Gemme auf.

## Liste der Objekte
| Bezeichnung                | Beschreibung | Standort                        | Kennzeichnung | Schutzstatus | Datum | Bild |
| -------------------------- | --- | ------------------------------- | ------------- | ------------ | ----- | ---- |
| Grabinschrift              | Stein, bezeichnet 1684                                                                                           | in der Kirche St-Hilaire (Lage) | PM51003310    | Inscrit      | 1991  |      |
| Marienaltar                | linker Seitenaltar; Altartisch und Retabel; Holz, farbig gefasst, 18. oder 19. Jahrhundert                       | in der Kirche St-Hilaire (Lage) | PM51003308    | Inscrit      | 1991  |      |
| Hauptaltar                 | Altartisch, Tabernakel, Retabel, Gemälde und zwei Skulpturen; Holz, Ölfarbe auf Leinwand, Stein, 18. Jahrhundert | in der Kirche St-Hilaire (Lage) | PM51003307    | Inscrit      | 1991  |      |
| Skulptur Madonna mit Kind  | Holz, 16. Jahrhundert                                                                                            | in der Kirche St-Hilaire (Lage) | PM51003309    | Inscrit      | 1991  |      |
| Türflügel des Hauptportals | mit Beschlägen; Holz, Schmiedeeisen, 16. Jahrhundert                                                             | in der Kirche St-Hilaire (Lage) | PM51000968    | Classé       | 1908  |      |
| Kreuzigungsretabel         | Holz, 16. Jahrhundert                                                                                            | in der Kirche St-Hilaire (Lage) | PM51000967    | Classé       | 1908  |      |